# Albarreal de Tajo
Albarreal de Tajo település Spanyolországban, Toledo tartományban. Albarreal de Tajo Argés, Burujón, Polán, Rielves, Toledo és Gerindote községekkel határos. Lakosainak száma 762 fő (2024).

## Népesség
A település lakosságának változását az alábbi diagram mutatja:
| Lakosok száma | 630  | 657  | 662  | 718  | 743  | 734  | 702  | 683  | 692  | 762  |
|               | 2001 | 2004 | 2007 | 2009 | 2012 | 2014 | 2017 | 2019 | 2022 | 2024 |